# Lotta Wennäkoski
Lotta Annukka Wennäkoski, née le 8 février 1970 à Helsinki (Finlande), est une compositrice finlandaise.

## Biographie
Lotta Wennäkoski étudie le violon au Conservatoire Béla Bartók de Budapest en 1989-1990 et à l'Académie Sibelius de 1994 à 2000 chez Eero Hämeenniemi, Kaija Saariaho et Paavo Heininen ainsi qu'au Conservatoire royal de La Haye 1998-1999 chez Louis Andriessen.